# Morethia taeniopleura
Morethia taeniopleura — вид сцинкоподібних ящірок родини сцинкових (Scincidae). Ендемік Австралії.

## Поширення і екологія
Morethia taeniopleura мешкають на східному узбережжі Квінсленда, від півострова Кейп-Йорк на південь до Іпсвіча. Вони живуть в сухих склерофільних лісах і рідколіссях, трапляються серед скель.